# 拉科奇橋

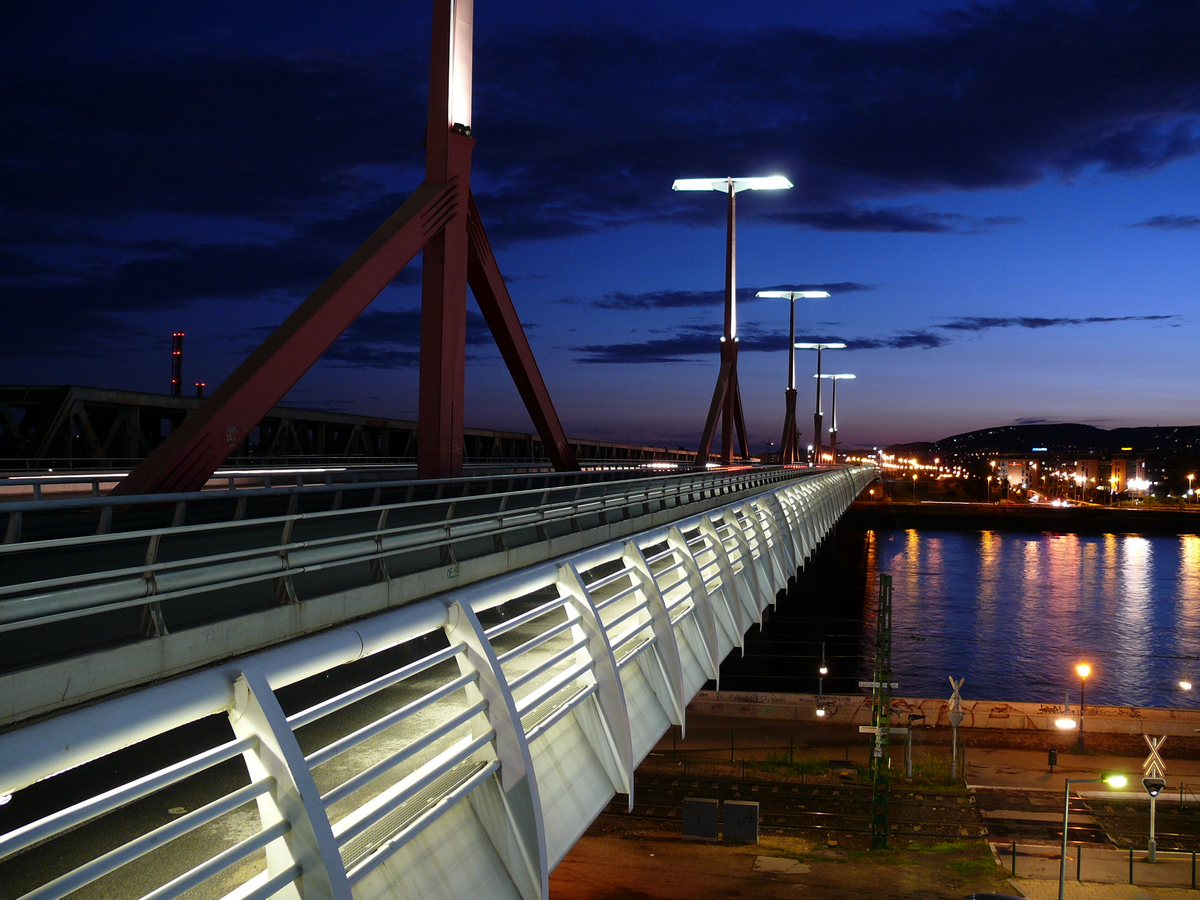
拉科奇橋

拉科奇橋（匈牙利語：Rákóczi híd）是位於匈牙利首都布達佩斯的一座橋樑，連接布達和佩斯。拉科奇橋開始建設於1992年，在1995年竣工。

## 外部連結
- DBridges - Lágymányosi bridge
- Photos of Budapest bridges
- National Theatre （页面存档备份，存于）
- Palace of Arts
- Bridges of Budapest - Lagymanyosi Bridge （页面存档备份，存于）

47°28′07″N 19°04′03″E / 47.46861°N 19.06750°E